# Mood Ring
«Mood Ring» (или «Mood Ring (By Demand)») — песня, записанная американской певицей Бритни Спирс для ее девятого студийного альбома Glory (2016). Она была написана Дижоном Макфарлейном, Николасом Аудино, Те Уити Уорбриком, Льюисом Хьюсом, Джоном Ашером и Мелани Фонтана.
Первоначально песня появилась в качестве бонус-трека для японского издания альбома 14 сентября 2016 года, впоследствии «Mood Ring» был включен на переиздание стандартного издания Glory в качестве тринадцатого трека 29 мая 2020 года, после внезапного всплеска популярности альбома в начале того месяца. За первую неделю песня разошлась тиражом 13 300 экземпляров. Она была отправлена на радиостанции в качестве третьего и последнего сингла с Glory 10 июля 2020 года, почти через четыре года после выхода альбома.
По словам исполнительного директора A&R Карен Квак и самой Спирс, «Mood Ring» — одна из её любимых песен на «Glory». Певица далее охарактеризовала песню как «яркую и сексуальную».

## История
«Mood Ring» была написана в феврале 2015 года двумя поклонниками Спирс американскими авторами песен Джоном Ашером и Мелани Фонтана. Сочинив песню для фортепиано под первоначальным названием «Mood Swings», дуэт переписал её в инструментальный трек, который позже был использован для «Waterbed», песни, представленной на первом EP Chainsmokers, названным Bouquet (2015). Хотя изначально предполагалось, что это будет потенциальное сотрудничество между певцом-мужчиной и Chainsmokers, группа отклонила его, назвав его «слишком девчачьим».
Однако они попросили Ашера и Фонтану написать им «более мужскую» версию песни, что в конечном итоге привело к написанию "«Setting Fires», песни, которая вошла во второй EP группы, Collage (2016).
В течение следующих трех месяцев два автора песен отправили версию песни а капелла нескольким различным продюсерам. В конечном итоге он попал к DJ Mustard через одного из общих друзей Ашера, который за два дня создал скретч-демо.
После доработки песни DJ Mustard, Ашер и Фонтана были проинформированы в начале апреля 2015 года о том, что Спирс «приостановила [их] демо» с Омаром Грантом и командой Roc Nation. В конце концов, в июне 2015 года Спирс записала «Mood Ring»; Кроме того, это была одна из первых песен, записанных для будущего девятого студийного альбома певца. Фонтана, которая была в Финляндии, когда узнала, что певица будет записывать песню, хотела прилететь в Лос-Анджелес, чтобы быть в студии с ней, но не смогла этого сделать, поскольку она уже закончила запись песни. По словам Фонтаны, Спирс потребовался всего час, чтобы записать свой вокал, что для неё означало, что она «знала песню от и до, и действительно ей нравилась». Позже Спирс рассказала, что и она, и Ашер написали как минимум десять других треков для альбома, из которых «Mood Ring» была единственной, которая была вырезана. Позже DJ Mustard подтвердил в июле 2015 года во время фестиваля Wireless Festival, что он работает со Спирс, сославшись на то, что работа «тяжелее, чем ожидалось».

## Релиз
Первые тизеры «Mood Ring» вышли 10 августа 2016 года через аккаунт DJ Mustard в Твиттере. Хотя эта песня не входила ни в стандартное, ни в делюксовое издание Glory, она была выпущена в качестве бонус-трека для японского издания 14 сентября 2016 года. После кампании #JusticeForGlory, развернутой фанатами Спирс в социальных сетях во время пандемии COVID-19, певица 8 мая 2020 года представила новую обложку для альбома Glory (2016), почти через четыре года после его выпуска.
Три недели спустя Спирс объявила, что на следующий день «Mood Ring» будет выпущен во всем мире на всех платформах для потоковой передачи и загрузки с субтитрами «By Demand», чтобы отдать должное её поклонникам за их поддержку альбома. Затем песня была выпущена вместе с переизданием её родительского альбома 29 мая 2020 года и указана как тринадцатая композиция в стандартном издании.
26 июня 2020 года два ремикса на «Mood Ring» были выпущены для стриминговых сервисов, что сделало его четвертым промо-синглом с альбома. Позже оригинальная версия песни попала на итальянские радиостанции 10 июля 2020 года, став третьим и последним синглом Glory почти через четыре года после выхода альбома.

## Ремиксы
- Цифровая загрузка[15]

1. «Mood Ring (By Demand)» (Pride Remix) — 3:11
2. «Mood Ring (By Demand)» (Ape Drums Remix) — 3:38

## Чарты
| Чарт (2020)                               | Высшая позиция |
| ----------------------------------------- | -------------- |
| Канада (Billboard Digital Song Sales)     | 32             |
| Венгрия (Single Top 40)                   | 3              |
| Шотландия (OCC Scotland)                  | 10             |
| Великобритания (OCC UK Singles Downloads) | 18             |
| США (Billboard Bubbling Under Hot 100)    | 23             |
| США (Billboard Digital Song Sales)        | 2              |